# Julius Lauterbach
Julius Lauterbach, más tarde conocido como Julius Lauterbach-Emden, (* Rostock, 24 de noviembre de 1877; † Sønderborg, 18 de abril de 1937) fue un  capitán alemán y oficial de marina.

## Biografía
Su formación en una escuela náutica de la marina mercante llevó a Julius Lauterbach a Asia Oriental en 1909 con la Hamburg America Line. Allí, entre otras, fue capitán del barco de vapor del Reichspost, llamado Staatssekretär Kraetke, (construido en 1905 por Howaldt en Kiel, con un peso total de 2009 toneladas, 11 nudos y con capacidad para 116 pasajeros) y en junio de 1914 participó como subteniente de la reserva en un ejercicio de la Marina Imperial.
Julius Lauterbach luchó en la Primera Guerra Mundial como oficial del crucero ligero SMS Emden. Como tal, la noche del 8 de noviembre de 1914 tomó el mando del Exford, que había sido apresado 2 semanas antes, ocupando una posición de espera hasta finales de noviembre. Tras la desaparición del SMS Emden —que fue hundido el 9 de noviembre de 1914 tras una batalla— puso rumbo a Padang siguiendo las órdenes. Antes de llegar al puerto, ya en zona marítima neutral, fue apresado por el crucero auxiliar británico HMS Himalaya el Exford. Lauterbach y los 16 hombres de la tripulación cayeron en cautiverio británico en los cuarteles de Tanglin en Singapur. Como consecuencia de la rebelión de los cipayos (Motín de los soldados indios) del 15 al 23 de febrero de 1915 huyeron 35 de los 309 alemanes internados, incluido Lauterbach. La mayoría de los cautivos alemanes consideraron que el motín era ilegítimo y los amotinados rechazaron la ansiada ayuda. Se rumorea falsamente que el motín fuese una iniciativa promovida por Lauterbach. Él le contó al cipayo musulmán que el káiser alemán y su esposa se habían convertido al islam, que la Ópera de Berlín se convertiría en mezquita y el Imperio alemán en un estado islámico.
Lauterbach logró llegar a Alemania y en 1917 publicó sus vivencias en un libro (1000 £ Kopfpreis – tot oder lebendig: Fluchtabenteuer des ehemaligen Prisenoffiziers S. M. S. „Emden“ Julius Lauterbach) y de esta manera consiguió darse a conocer.
En enero de 1916, tomó el mando del Buque Q Schiff K que hundieron los destructores británicos el 2 de noviembre de 1917, en el estrecho de Kattegat. Lauterbach fue uno de los supervivientes. En octubre de 1917 fue intendente de la 1.ª Flotilla Protectora mercantil. El 1 de enero, tras asumir el puesto de subteniente capitán al mando del SMS Möwe, no volvió a salir nunca más a corso hasta el final de la guerra para capturar otros barcos, sino que se mantuvo principalmente en los mares del Norte y el Báltico.
Después de la Primera Guerra Mundial, Julius Lauterbach emprendió, al igual que Felix Graf von Luckner, una gira de conferencias sobre sus vivencias. En esta época, ambos tenían la misma agente: Dorotea Schneider-Lindemann.
Aún se sigue vinculando a Lauterbach con el motín de Singapur en la guía de viajes inglesa del año 2002 The Rough Guide to Singapore.

## Distinciones honoríficas
- Cruz de hierro (1914) de segunda clase
- Cruz de hierro(1914) de primera clase
- Como superviviente del último combate, el “Emden” se le otorgó a Lauterbach el derecho de aceptar el sufijo heredable „-Emden“ después de su nombre.[3]

## Obras propias
- 1000 £ Kopfpreis – tot oder lebendig: Fluchtabenteuer des ehemaligen Prisenoffiziers S. M. S. „Emden“ Julius Lauterbach. Scherl, Berlín 1917. Holandés: 1000 £ Kopfpreis – tot oder lebendig: Avontuurlijke vlucht door de Hollandsche koloniën. Langenhuysen, Ámsterdam, Róterdam 1918.